# Eliana Calmon
Eliana Calmon Alves GOMM (Salvador, 5 de novembro de 1944) é uma jurista e magistrada brasileira, primeira mulher a compor o Superior Tribunal de Justiça (STJ), no qual ocupou o cargo de ministra no período de 1999 a 2013. Também foi corregedora-geral de Justiça e diretora-geral da Escola Nacional de Formação e Aperfeiçoamento de Magistrados ministro Sálvio de Figueiredo (Enfam).

## Biografia
É filha de Almiro Petronilho Alves e Elisabete Calmon Alves e é natural de Salvador, Bahia.  Graduou-se em direito pela Universidade Federal da Bahia (UFBA) em 1968 e na mesma instituição concluiu especialização em Processo Civil em 1982.
Em 1974, foi aprovada no concurso público para o cargo de procuradora da República, tendo exercido a função no estado de Pernambuco. Em 1976, foi promovida para a Subprocuradoria Geral da República.
Tornou-se juíza federal após aprovação em concurso público em 1979 e atuou na seção judiciária da Bahia, integrando o Tribunal Regional Eleitoral da Bahia entre 1983 e 1984 e sendo promovida ao cargo de desembargadora do Tribunal Regional Federal da 1ª Região (TRF-1) em 1989.
Em 30 junho de 1999, assumiu vaga como ministra do STJ pelo terço da magistratura, tornando-se a primeira mulher a ocupar um posto neste tribunal. Foi corregedora nacional de justiça e diretora da Escola Nacional de Formação e Aperfeiçoamento de Magistrados ministro Sálvio de Figueiredo (Enfam), entidade vinculada ao STJ que capacita juízes em todo o país. Aposentou-se em 18 de dezembro de 2013.

### Atuação no STJ
Primeira mulher a ocupar uma cadeira no STJ, se destacou pela sua atuação firme e pela alta produção, tendo superado cem mil processos julgados, entre decisões monocráticas e levadas a sessão de julgamento. Algumas de suas declarações polêmicas chegaram a gerar críticas como a do presidente do STJ entre setembro de 2010 e outubro de 2012, Ari Pargendler, quando Calmon afirmou haver "bandidos de toga" no Judiciário.
Entre seus casos de maior repercussão, está o processo no qual a ministra aumentou a indenização para um dos atingidos pelas calúnias no episódio do caso Escola Base em São Paulo. Outra questão relevante foi o pagamento de honorários de sucumbência para o Ministério Público. A ministra entendeu que o MP não deve receber os honorários em ações civis públicas, já que o órgão não paga esses valores no caso de ser a parte derrotada.
Uma decisão que também chamou a atenção foi a medida cautelar na qual considerou que pessoas jurídicas teriam direito aos benefícios da justiça gratuita, suspendendo as custas judiciais. Entretanto, a magistrada destacou que, para receber o benefício, a pessoa jurídica deve apresentar prova real da sua incapacidade de pagamento, bem como comprovar documentalmente a paralisação de suas atividades.
Outro julgamento de grande repercussão relatado pela ministra foi a decretação, em 2007, da prisão preventiva de 47 pessoas indiciadas pela Operação Navalha. A operação foi deflagrada pela Polícia Federal para desbaratar fraudes em contratações do Governo Federal envolvendo a Construtora Gautama. O processo ainda aguarda julgamento no STJ. A polêmica também marcou a decisão da ministra em excluir Newton Cardoso, ex-governador de Minas Gerais, da ação popular contestando a venda do Banco Agrimisa por indícios de irregularidade. Para ela não havia razão plausível para que Cardoso fosse réu na ação.
Um leading case da ministra Eliana Calmon foi seu voto definindo que a aquisição de energia elétrica, apesar de esta ser um insumo industrial, não gera créditos para imposto sobre produtos industrializados (IPI). Para isso, a eletricidade teria que se enquadrar no conceito de produtos intermediários, o que não ocorre, pois não se identifica uma ligação direta entre seu consumo e o produto final. Portanto, não é possível considerar que a eletricidade adiciona valor agregado à mercadoria.
A magistrada é ainda autora do projeto da súmula 386 do Tribunal, que isentou de imposto de renda as férias proporcionais e os respectivos adicionais. Também relatou a súmula 399, que incumbe à legislação municipal definir os contribuintes do IPTU; a súmula 407, que determinou ser legítima a cobrança de tarifa de água por faixa de consumo e a 409, que permite a decretação de ofício da prescrição em execução fiscal.

### Corregedoria Nacional de Justiça
Entre setembro de 2010 e setembro de 2012, atuou como Corregedora-Geral da Justiça do Conselho Nacional de Justiça (CNJ). A atuação da magistrada foi marcada por denúncias contundentes, especialmente quando afirmou haver “bandidos de toga” na magistratura. Segundo Calmon, haveria uma infiltração de criminosos no Judiciário, que se escondiam atrás de suas posições.
A ministra iniciou diversas investigações sobre evolução patrimonial de juízes e para esclarecer acusações de improbidade. Nesse período, ocorreu a interferência do Supremo Tribunal Federal (STF), que concedeu várias liminar interrompendo medidas corretivas em andamento. O então presidente do STF e do CNJ, ministro Cezar Peluso, chegou a criticá-la publicamente numa moção de repúdio às declarações de Calmon. Entretanto, diversos grupos de magistrados, entidades políticas e setores da sociedade civil apoiaram a magistrada, como a Comissão de Legislação Participativa da Câmara dos Deputados e o Tribunal de Justiça da Bahia.
Outra polêmica ocorrida no CNJ foi a investigação de indícios de irregularidades no Tribunal de Justiça de São Paulo (TJSP). Maior tribunal do país, o TJSP sempre foi avesso às interferências externas e as ações da ministra como corregedora geraram protestos dos magistrados. Entre as investigações na corte paulista estão a comparação entre as declarações de renda dos magistrados e servidores com as folhas de pagamento e o processo de liberação de pagamentos de precatórios.

### Política
Após aposentar-se como ministra do STJ, foi candidata ao Senado pelo Partido Socialista Brasileiro (PSB) da Bahia nas eleições de 2014. Recebeu 502.928 votos, porém não foi eleita, ficando em terceiro lugar na disputa.
Em 2018, ingressou na Rede Sustentabilidade (REDE), mas deixou o partido no mesmo ano para apoiar o candidato Jair Bolsonaro (PSL) nas eleições de 2018. Antes do segundo turno das eleições, assinou um manifesto a favor da campanha de Bolsonaro.
Em maio de 2020, foi convidada pelo vereador bolsonarista Cezar Leite (PRTB), pré-candidato a prefeito de Salvador, para ser candidata na chapa como vice-prefeita, porém declinou do convite alegando razões profissionais.
Em novembro de 2021, declarou que participaria da campanha do ex-juiz federal Sergio Moro (PODE) à presidência da República nas eleições de 2022.

## Homenagens e premiações
É cidadã honorária de diversos municípios e estados brasileiros, como a Paraíba e Sergipe. Também é cidadã honorária de Macapá (AP) e São Carlos (SP).
Ela foi eleita pela revista Forbes a mulher mais influente do Brasil no segmento judiciário em 2005 e “A Mulher do Ano”, em 2006, pelo International Women´s Club da Bahia.
A magistrada já recebeu diversas comendas e medalhas. Em 2010, recebeu a Comenda Maria Quitéria, concedida pela Câmara de Vereadores de Salvador (BA). Nesse mesmo ano, a Ordem dos Advogados do Brasil (OAB)-Seccional Pará e a Associação Brasileira de Mulheres de Carreira Jurídica (ABMCJ) a homenagearam pelos serviços prestados aos direitos do cidadão.
Em 1997, Calmon foi admitido pelo presidente Fernando Henrique Cardoso à Ordem do Mérito Militar no grau de Dama especial, sendo promovida em 2002 pelo mesmo ao grau de Comendadora. Em 2005, foi promovida pelo presidente Luiz Inácio Lula da Silva ao grau de Grande-Oficial.

## Atividade literária
É cooautora com Uadi Lammêgo Bulos do livro "Direito Processual: Inovações e Perspectivas". O volume discute diversos temas como a reforma do Código de Processo Civil Brasileiro e controle externo da magistratura. Ela também colabora com artigos sobre temas jurídicos com várias revistas especializadas e jornais brasileiros de grande circulação.
Além das atividades como magistrada, professora e diretora-geral da Enfam, a ministra Eliana Calmon é famosa por ser apaixonada por gastronomia e é tida como uma grande cozinheira.  É autora do livro “REsp - Receitas Especiais” que já teve nove edições. O título faz um trocadilho com o instituto processual do Recurso Especial (REsp), que é um dos principais recursos de competência do STJ. Todo o dinheiro arrecadado com a venda dos livros é revertido para obras sociais.